# Apium fernandezianum
Apium fernandezianum är en flockblommig växtart som beskrevs av Friedrich Federico Richard Adelbert Adelbart Johow. Apium fernandezianum ingår i släktet sellerier, och familjen flockblommiga växter. Inga underarter finns listade i Catalogue of Life.